# Pennsylvania Railroad

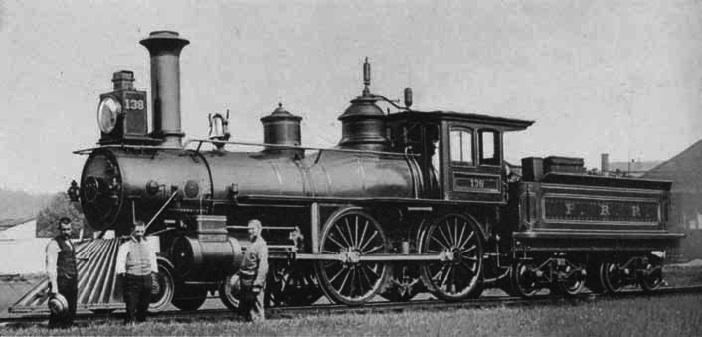
Паровоз типа 2-2-0 Пенсильванской железной дороги. Фото 1881 года

Pennsylvania Railroad; маркировка — PRR (рус. «Пенсильвания Рейлроуд комnани», с англ. — «Пенсильванская железная дорога»)  — одна из крупнейших железнодорожных компаний в истории США. Компания владела обширной сетью железных дорог в северо-восточной части США. Штаб-квартира располагалась в Филадельфии, а в Нью-Йорке ей принадлежал гигантский Пенсильванский вокзал.

## История
Пенсильванская железная дорога была основана в 1846 году, штаб-квартира располагалась в Филадельфии, штат Пенсильвания. Первый маршрут проходил между городами Филадельфия и Гаррисберг, который был построен к 1854 году.
К 1882 году Пенсильванская железная дорога стала крупнейшей железной дорогой (по объему перевозок и доходам), крупнейшим транспортным предприятием и крупнейшей корпорацией в мире. Еe бюджет уступал только правительству США. В годы своего наибольшего расцвета эта железнодорожная компания контролировала около 16000 км железных дорог, а работало в ней до 250 тысяч рабочих и служащих.
В начале XX века началась электрификация некоторых линий принадлежащих Пенсильванской железной дороге. Электрификация выполнялась на постоянном токе, на низком напряжении, с применением в качестве токоведущей шины третьего рельса. Система была введена в эксплуатацию в 1910 году. При электрификации следующего участка было принято решение выполнить электрификацию на переменном токе, применив контактную сеть. Эта система электрификации применялась на дороге и в дальнейшем.
В 1968 году компания пережила слияние со своим главным конкурентом — компанией Нью-Йорская центральная железная дорога. Объединенная компания получила название Penn Central Transportation Company (сокращенно Penn Central). Сети бывших конкурентов плохо интегрировались друг с другом, и в течение двух лет объединенная железная дорога объявила о банкротстве.
Банкротство продолжалось до 1 апреля 1976 года и в итоге железная дорога передала свои железнодорожные активы, наряду с активами нескольких других обанкротившихся северо-восточных железных дорог, новой железной дороге под названием Consolidated Rail Corporation (сокращенно Conrail). Сама Conrail была куплена и разделена в 1999 году, при этом 58 процентов системы перешло к Норфолкской южной железной дороге, включая почти всю оставшуюся бывшую Пенсильванскую железную дорогу. Американский пассажирский перевозчик Amtrak получил электрифицированный участок магистрали к востоку от Гаррисберга.

## Основные маршруты
- Основная линия (Main Line)

Основная линия Пенсильванской железной дороги простиралась от Филадельфии до Питтсбурга, штат Пенсильвания.
- Линия Нью-Йорк-Филадельфия-Балтимор-Вашингтон

В 1861 году Пенсильванская железная дорога получила контроль над Северной центральной железной дорогой, что дало ей доступ к Балтимору, штат Мэриленд, и пунктам вдоль реки Саскуэханна через сообщения с Колумбией, штат Пенсильвания, и Харрисберг, штат Пенсильвания.
Железная дорога Балтимора-Потомак открылась 2 июля 1872 года между Балтимором и Вашингтоном, округ Колумбия. Этот маршрут требовал пересадки на конной машине в Балтиморе на другие линии, идущие на север от города. 29 июня 1873 года было завершено строительство тоннелей Балтимор и Потомак через Балтимор. Пенсильванская железная дорога открыла услуги Pennsylvania Air Line («воздушная линия» в то время понималась как прямой и ровный железнодорожный маршрут похожий на «прямую линию») через Северную центральную железную дорогу и Колумбию, штат Пенсильвания. Этот маршрут был на 54,5 мили (87,7 км) длиннее старого маршрута, но без пересадки в Балтиморе. Union Railroad линия открылась 24 июля 1873 года. Этот маршрут устранил пересадку в Балтиморе. Чиновники железной дороги заключили контракты с Union Railroad и Philadelphia, Wilmington and Baltimore Railroad (PW&B) на доступ к этой линии. Поезда Пенсильванской железной дороги на маршруте Нью-Йорк — Вашингтон начали движение по маршруту на следующий день, закончив курсировать по линии Pennsylvania Air Line. В начале 1880-х годов Пенсильвания приобрела большую часть акций PW&B Railroad. Это действие вынудило компанию Baltimore and Ohio Railroad (B&O) построить железную дорогу Балтимор-Филадельфия, чтобы сохранить доступ к Филадельфии, где она соединялась с железной дорогой Рединг для своих конкурирующих пассажирских поездов Royal Blue Line, которые следовали в Нью-Йорк.
В 1885 году началось движение пассажирских поездов из Нью-Йорка через Филадельфию в Вашингтон. Этот маршрут стал известен как «Congressional Limited Express». Маршрут расширился, и к 1920-м годам в ходили пассажирские поезда между Нью-Йорком, Филадельфией и Вашингтоном. В 1952 году между Нью-Йорком и Вашингтоном, а также от Бостона до Вашингтона были представлены обтекаемые модели составов из нержавеющей стали, состоящих из 18 вагонов.
- Линия Нью-Йорк-Чикаго

1 июля 1869 года Пенсильванская железная дорога арендовала железные дороги Питтсбурга, Форт-Уэйна и Чикаго (PFtW & C), в которых она ранее была инвестором. Аренда предоставила Пенси полный контроль над прямым маршрутом этой линии через северный Огайо и Индиану, а также над входом в новый железнодорожный узел Чикаго, штат Иллинойс . Приобретения вдоль PFtW & C: железной дороги Эри и Питтсбурга, железной дороги Кливленда и Питтсбурга, Толедо, железной дороги Колумбуса и Огайо, а также железной дороги Питтсбурга, Янгстауна и Аштабулы предоставили Пенсильванию доступ к железной руде на озере Эри.
15 июня 1887 года компания Pennsylvania Limited начала курсировать между Нью-Йорком и Чикаго. Это также было введением вестибюля, закрытой платформы в конце каждого пассажирского вагона, обеспечивающей защищенный доступ ко всему поезду. В 1902 году штат Пенсильвания Limited была заменена Пенсильвании Special, которая в свою очередь, был заменен в 1912 году на Бродвее Limited, которая стала самой известной поезд управляется железной дороги Пенсильвании. Этот поезд шел из Нью-Йорка в Чикаго через Филадельфию с дополнительным участком между Гаррисбергом и Вашингтоном (позже он работал как отдельный поезд Вашингтон-Чикаго, Liberty Limited).
- Линия Нью-Йорк-Сент-Луис

В 1890 году Пенсильванская железная дорога получила контроль над Питтсбургской, Цинциннати, Чикагской и Сент-Луисской железной дорогой (PCC & StL), которая сама является объединенным продуктом множества более мелких линий в Огайо, Индиане и Иллинойсе. Эта линия шла на запад от Питтсбурга до Брэдфорда, штат Огайо, где она разделялась: одна линия направлялась в Чикаго, а другая — в Восточный Сент-Луис, штат Иллинойс, через Индианаполис, штат Индиана. В 1905 году приобретение Vandalia Railroad дало доступ через реку Миссисипи в Сент-Луис, штат Миссури (штат).
Двухпутная на большей части своей длины, линия обслуживала угольный регион южного Иллинойса и служила пассажирским маршрутом для поездов Пенсильванской железной дороги.

## Тяговый подвижной состав

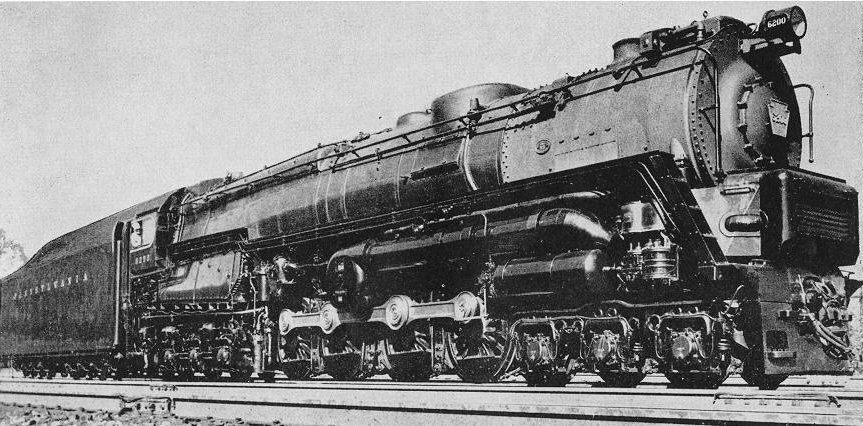
Паротурбовоз S2

Pennsylvania Railroad эксплуатировала самый большой в мире паротурбовоз.
На этом локомотиве (тип S2, № 70900) была установлена турбина производства Baldwin Locomotive Works. Локомотив поступил на дорогу в сентябре 1944 года.
Пенсильванская железная дорога была консервативна при выборе и заказе тягового подвижного состава. Технический персонал компании ратовал за стандартизацию типов локомотивов и унификацию их узлов и отдельных запасных частей.
Паровозы, заказываемые Пенсильванской железной дорогой, получали наименование с аббревиатурой PRR. Среди них были PRR S1, PRR M1 и многие другие серии.
Часть паровозов для своих линий компания строила сама, на своём заводе Altoona Works в городе Алтуна. Также заказывались паровозы в компании Baldwin Locomotive Works.
- Тепловоз EMD SW9, Тепловоз EMD FP7